# Good Boy Gone Bad
«Good Boy Gone Bad» es una canción grabada por el grupo surcoreano Tomorrow X Together para su miniálbum Minisode 2: Thursday's Child (2022). Escrita por Slow Rabbit, Supreme Boi, Moa «Cazzi Opeia» Carlebecker, Ellen Berg, Melanie Joy Fontana, Michel «Lindgren» Schulz, «Hitman» Bang, Yeonjun, Blvsh, Chris James y, Jo Yoon-kyung y producida por Slow Rabbit, la canción fue lanzada como sencillo principal del EP el 9 de mayo de 2022 por Big Hit Music. Más tarde, fue regrabada en japonés y lanzada como sencillo digital el 31 de agosto de 2022.

## Antecedentes y lanzamiento
Ocho meses después del regreso de Tomorrow X Together con The Chaos Chapter: Fight or Escape, fue anunciado que el grupo haría su regreso a inicios de mayo. El 14 de abril, Big Hit Music anunció que el grupo lanzaría un nuevo EP titulado Minisode 2: Thursday's Child el 9 de mayo. El 6 y 7 de mayo, se lanzaron adelantos de cada integrante para el vídeo musical. El 8 de mayo, se publicó el teaser del videoclip; el clip de 33 segundos muestra a los integrantes en un ambiente oscuro y heridos sentimentalmente tras su primera ruptura.

## Composición
«Good Boy Gone Bad» fue escrita por Slow Rabbit, Supreme Boi, Moa «Cazzi Opeia» Carlebecker, Ellen Berg, Melanie Joy Fontana, Michel «Lindgren» Schulz, «Hitman» Bang, Yeonjun, Blvsh, Chris James y, Jo Yoon-kyung y producida por Slow Rabbit. La canción es de género hardcore hip hop con un toque de rock. La letra habla de un chico que se consume en la ira tras la ruptura con su primer amor. En términos de notación musical, la canción está compuesta en tono de do sostenido mayor, con un tempo de 100 pulsaciones por minuto y una duración de tres minutos con once segundos.

## Recepción crítica
El sencillo recibió elogios de la crítica musical por su madurez y versatilidad al explorar un sonido más oscuro y agresivo. Rhian Daly de NME otorgó a la canción cuatro de cinco estrellas, describiéndola como un «rugido de guitarras rock amenazadoras y ritmos hip hop asertivos», señalando que «representa una transformación oscura y emocional de un chico bueno con buen carácter después de experimentar una típica ruptura». También elogió la letra, la cual «expresa el dolor y la rabia de ser abandonado por la pareja y haber experimentado un cambio completo». El escritor de Seoulbeats elogió la canción por su «música agresiva, letras potentes y el sombrío videoclip», aunque notó que, si bien no alcanza el nivel de los lanzamientos anteriores del grupo, representa un regreso sólido y contundente para ellos.

## Posicionamiento en listas

### Listas semanales
| Lista (2022)                                     | Mejor posición |
| ------------------------------------------------ | -------------- |
| Corea del Sur (Gaon Digital Chart)               | 58             |
| Japón (Oricon Singles Chart)                     | 2              |
| Japón (Japan Hot 100)                            | 3              |
| Nueva Zelanda (Official New Zealand Music Chart) | 28             |
| Singapur (RIAS)                                  | 15             |
| Estados Unidos (World Digital Song Sales)        | 7              |
| Estados Unidos (Billboard Global 200)            | 186            |

### Lista mensual
| Lista (2022)                       | Mejor posición |
| ---------------------------------- | -------------- |
| Corea del Sur (Gaon Digital Chart) | 118            |

## Créditos y personal
Créditos adaptados de Genius:
| - Tomorrow X Together – voces, coro - Cho Yoon-kyung – letra, composición - Slow Rabbit – letrista, producción, composición, ingeniero en grabación, teclado, sintetizador, arreglo vocal - Supreme Boi – letrista, composición, arreglo vocal - Cazzi Opeia – letrista, composición, coro, ingeniera en grabación - Ellen Berg – letrista, composición, coro, ingeniera en grabación - Melanie Joy Fontana – letrista, composición, coro | - Michel «Lindgren» Schulz – letrista, composición, ingeniero en grabación - «Hitman» Bang – letrista, composición - Yeonjun – letrista, composición - BLVSH – letrista, composición - Chris James – letrista, composición - Kanata Ojima – letra en japonés - Young – guitarrista |

## Premios y nominaciones
| Año  | Premio                  | Categoría                                  | Resultado | Ref(s). |
| ---- | ----------------------- | ------------------------------------------ | --------- | ------- |
| 2022 | Mnet Asian Music Awards | Canción del año                            | Nominado  | [ 20 ]  |
| 2022 | Mnet Asian Music Awards | Mejor actuación de baile - Grupo masculino | Nominado  | [ 20 ]  |
| 2022 | Prêmio Anual K4US       | Mejor coreografía del año                  | Pendiente | [ 21 ]  |

### Programas de música
| Programa   | Fecha              | Ref(s). |
| ---------- | ------------------ | ------- |
| Music Bank | 20 de mayo de 2022 | [ 22 ]  |

## Historial de lanzamiento
| Región | Fecha                | Formato(s)                           | Discográfica(s)       |
| ------ | -------------------- | ------------------------------------ | --------------------- |
| Varios | 9 de mayo de 2022    | Descarga digital, streaming          | Big Hit Music         |
| Japón  | 31 de agosto de 2022 | CD, DVD, descarga digital, streaming | Universal Music Japan |
| Varios | 31 de agosto de 2022 | Descarga digital, streaming          | Universal Music Japan |